# Macromia illinoiensis
Macromia illinoiensis är en trollsländeart. Macromia illinoiensis ingår i släktet Macromia och familjen skimmertrollsländor.

## Underarter
Arten delas in i följande underarter:
- M. i. georgina
- M. i. illinoiensis

## Bildgalleri

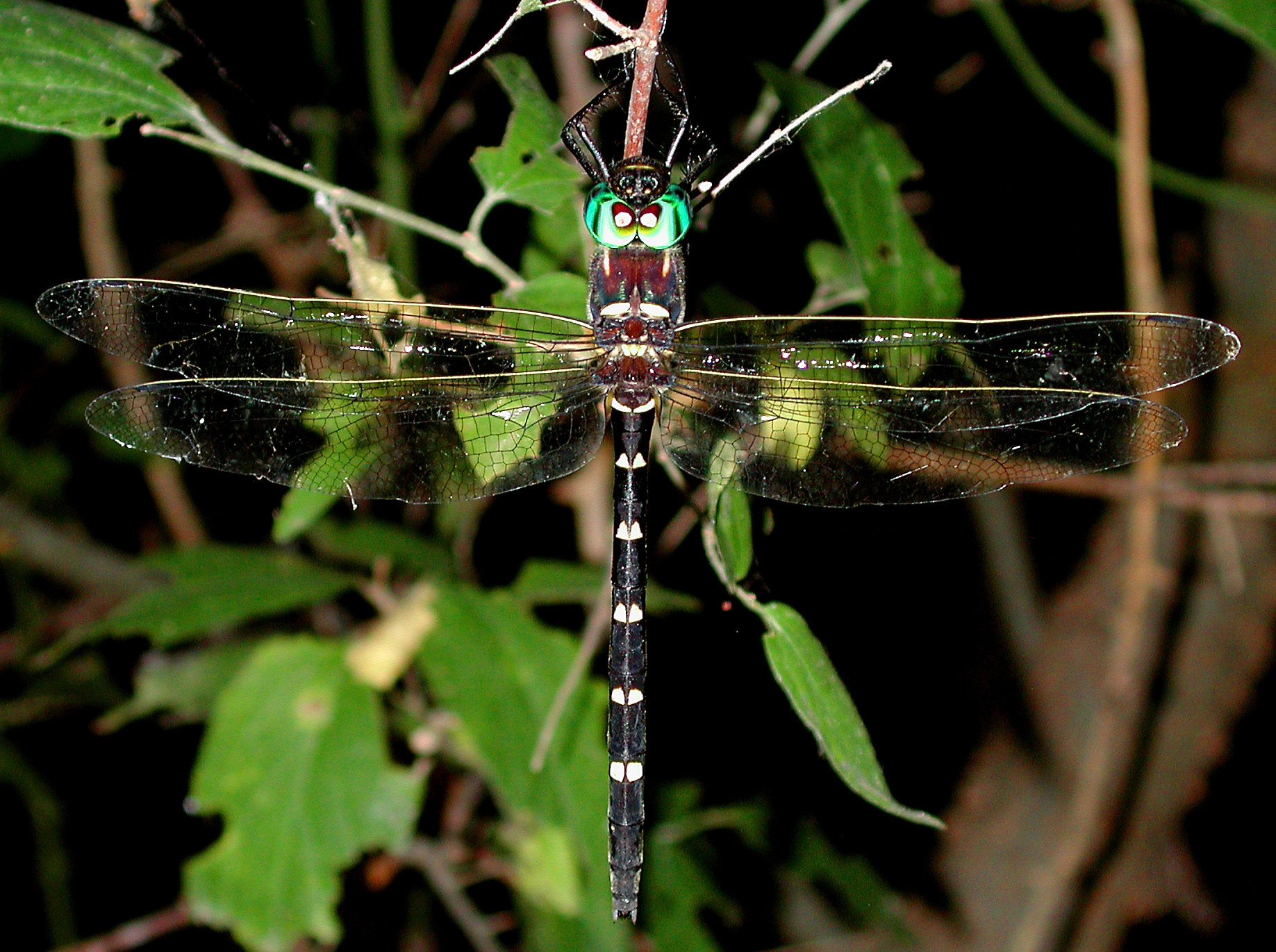
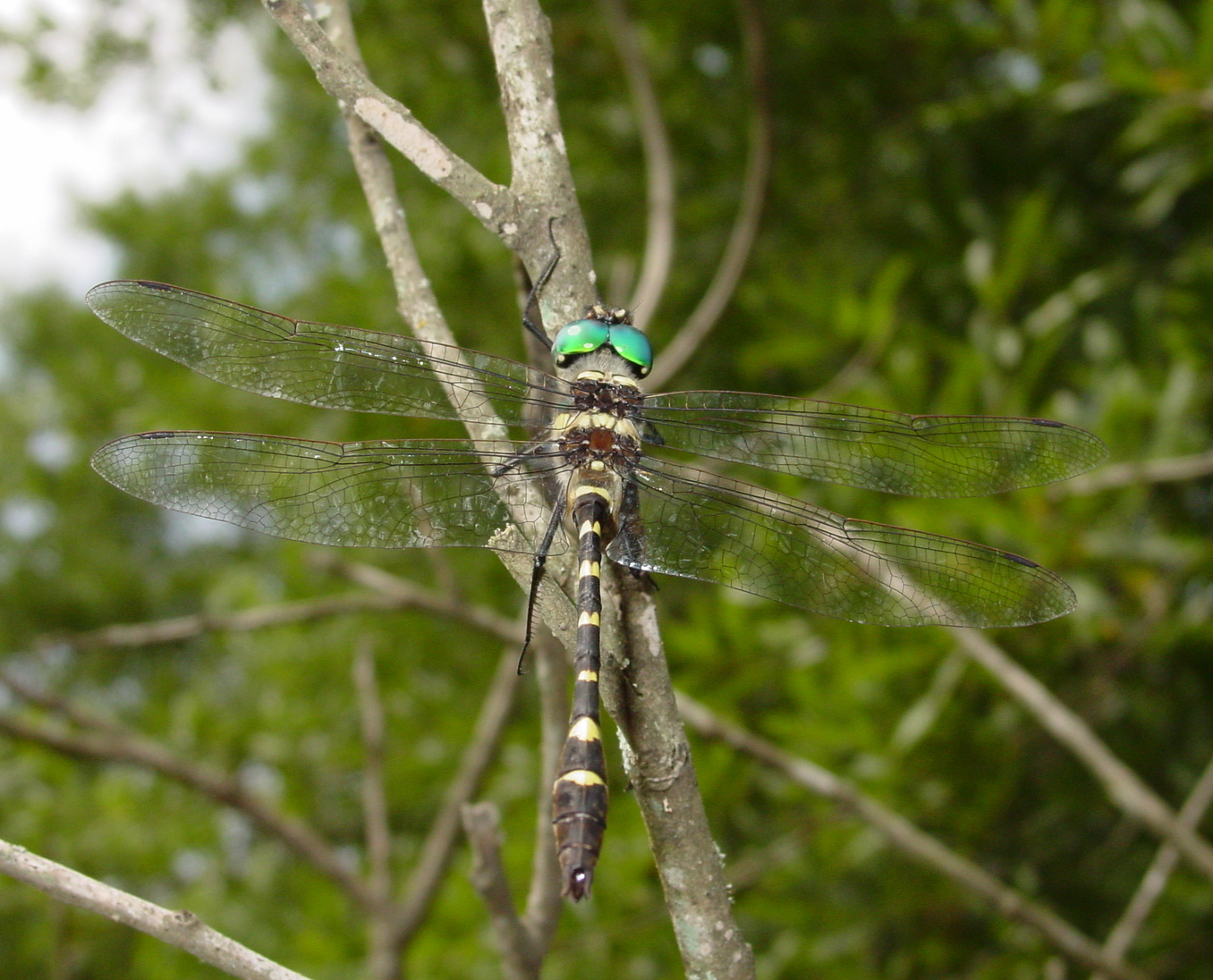